# Cleyera japonica
El sakaki (榊?   , Cleyera japonica) es una especie de árbol perteneciente a la familia Pentaphylacaceae.

## Descripción
Es un árbol o arbusto árbol de hoja perenne con flores, nativo de áreas calientes de Japón, Corea y China. Puede alcanzar una altura de 10 metros. Sus hojas son de 6 a 10 cm de largo, de consistencia lisa, dura y tiesa, de forma ovalada, brillante con un color verde oscuro en su parte superior y de verde amarillento en su parte inferior, con surcos profundos en el peciolo. La corteza del árbol es de color chocolate rojizo oscuro y es lisa. Las flores del sakaki son pequeñas, perfumadas y de color crema claro, florece a comienzos de verano; sus bayas tienen inicialmente un color rojo que cambia a color negro cuando madura. El sakaki es uno de los árboles más comunes en la segunda capa de los bosques de robles perennes.

## Historia
Este árbol es considerado sagrado en el sintoísmo junto con otro árbol perenne, el hinoki. Las ramas de sakaki son usados en los rituales, en ocasiones con tiras de papel (shide). También se considera que los árboles de sakaki son lugar de residencia de los kami, por lo tanto son usados como altares (himorogi).

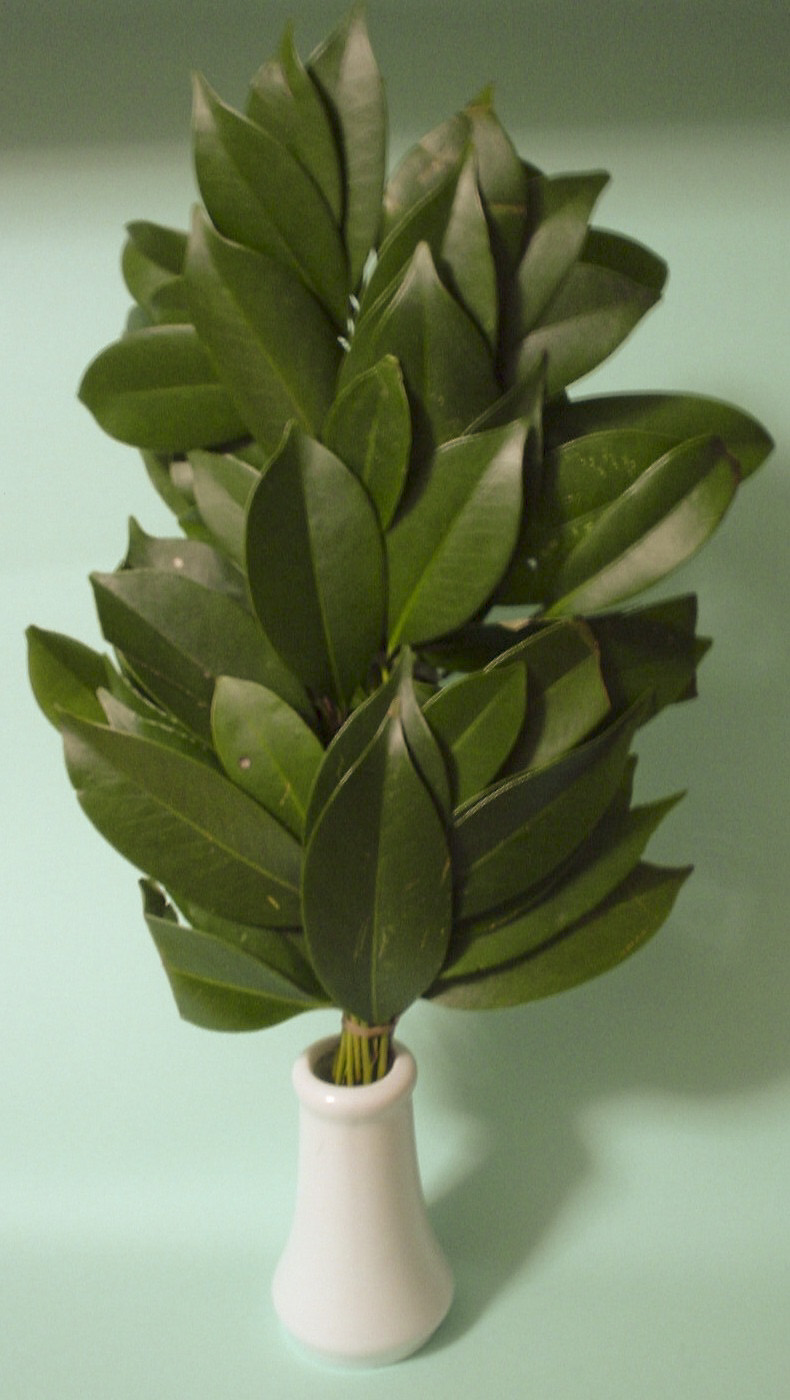
Las ramas de sakaki son usados frecuentemente en los rituales sintoístas.

## Taxonomía
Cleyera japonica fue descrita por Carl Peter Thunberg y publicado en Nova Genera Plantarum 3: 68–69, en el año 1783
Etimología
La palabra sakaki se deriva de su principal característica como “árbol de hoja perenne” o “árbol que siempre florece” ( 繁木 sakaeru-ki?), y que era asociado con la prosperidad; también su nombre se deriva de su uso para demarcar un espacio sagrado, como “árbol-hito” (境木 sakai-ki?).
Variedades aceptadas
- Cleyera japonica var. grandiflora (Wall. ex Choisy) Kobuski
- Cleyera japonica var. japonica
- Cleyera japonica var. longicarpa (Yamam.) P.P.Ling & Hsien
- Cleyera japonica var. morii (Yamam.) Masam.
- Cleyera japonica var. parvifolia Kobuski
- Cleyera japonica var. wallichiana (DC.) Sealy

Sinonimia
- Adinandra chingii Metcalf
- Adinandra japonica (Thunb.) T.L.Ming
- Adinandra kweichovensis Hu
- Adinandra obscurinervia Merr. & Chun
- Cleyera fortunei Hook.f.
- Cleyera lipingensis var. taipinensis (H.Keng) T.L.Ming
- Cleyera ochnacea DC.
- Cleyera ochnacea var. kaempferiana DC.
- Eroteum ochnaceum (Merr.) Nakai
- Eurya latifolia var. variegata Carrière
- Eurya ochnacea (DC.) Szyszyl.
- Eurya ochnacea var. contracta (Honda) Makino & Nemoto
- Freziera ochnacea (DC.) Nakai
- Freziera ochnoides Wall.[2]